# Máscaras (Star Trek: La nueva generación)
"Máscaras" es el episodio 17 de la séptima temporada de Star Trek: La nueva generación. 

## Trama
Fecha estelar 47615.2. La Enterprise D descubre un cometa a la deriva que parece tener más de 87 millones de años de antigüedad, iniciando una exploración detallada con sus sensores. La tripulación encuentra que existe una inmensa estructura al interior del cometa, y que ha estado usando las transmisiones de los sensores de la Enterprise como onda portadora para enviar información de regreso a la nave. Esto causa la aparición de extraños símbolos dentro de la computadora de la nave y la creación de artefactos por toda la nave usando los sistemas de replicación.  Los efectos comienzan a ser más pronunciados y tienen un fuerte impacto en Data, quien comienza a exhibir múltiples personalidades.  
Aunque inicialmente ellos continúan explorando la estructura con la esperanza de encontrar como revertir o detener los cambios, sus intentos para destruir el objeto son impedidos por los cambios sufridos. El capitán Picard determina que ellos necesitan comprender el significado de los artefactos, y comienza a conversar con las varias personalidades de Data para intentar aprender a entender dichos significados.
A través de Data, Picard aprende que un ser llamado Masaka está despertando y que el único que lo puede controlar es uno llamado Korgano. Una de las personalidades de Data establece que Masaka sólo aparecerá una vez que su templo haya sido construido y le proporciona a Picard un pictograma que puede crear dicho templo. Al interior del templo, ellos encuentran los símbolos que se refieren a Masaka y Korgano. Data llega poco después vistiendo una máscara que había creado anteriormente con el símbolo de Masaka en ella, y se refiere a sí mismo como Masaka. Picard hace que la tripulación busque en la base de datos de la estructura una forma de reconstruir la máscara que represente a Korgano, habiendo logrado esto Picard se pone la máscara para enfrenta a Data.  
Picard convence a la personalidad de Masaka de dormirse para que así ella y Korgano puedan continuar su "caza" otro día. Con Masaka dormido todos los cambios a bordo de la Enterprise son revertidos, y Data vuelve a la normalidad. Picard comenta que Data, por breves instantes, contuvo la conciencia de toda una civilización, algo que "transciende la condición humana".